# Teodor Jeske-Choiński

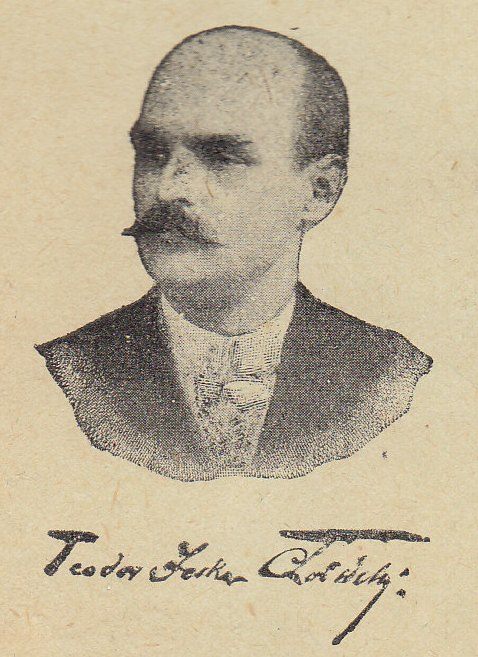
Teodor Jeske-Choiński

Teodor Jeske-Choiński, född 27 februari 1854 i Pleszew, död 14 april 1920 i Warszawa, var en polsk novellförfattare och litteraturkritiker. 
Jeske-Choiński studerade i Breslau, Prag och Wien och inledde 1876 sin litterära verksamhet (under pseudonymen M. Bogdanowicz). Förutom en mängd historiska berättelser med nationella ämnen har skrev han åtskilliga studier, däribland Typy i idealy pozytywnej belletrystiki polskiej (1888) och Na schylku wieku (1894; Vid sekelslutet), riktade särskilt mot positivismen. Dessutom författade han litteraturhistoriska arbeten om bland annat den tyska riddarepiken, det tyska dramat under 1800-talet, Heinrich Heine, Octave Feuillet och Émile Zola.
Jeske-Choiński betecknas som en notorisk företrädare för antisemitismen.